# 2-كلورو-ميتا-كريسول
2-كلورو-ميتا-كريسول هو المشتق المكلور للكريسول صيغته الجزيئية C7H7ClO.